# Eli Cohen
Eli Cohen, Eli Kohen, właśc. Elijjahu Ben Sza’ul Kohen (hebr. אֱלִיָּהוּ בֵּן שָׁאוּל כֹּהֵן), ps. „Operative 88”, „Menasze” (ur. 6 grudnia 1924 w Aleksandrii, zm. 18 maja 1965 w Damaszku) – izraelski szpieg, jeden z najskuteczniejszych agentów wywiadowczych, najpierw Amanu, następnie Mosadu, który działając pod przykrywką jako Kamel Amin Tabet spenetrował najwyższe władze syryjskie – cywilne i wojskowe – przekazując władzom swojego kraju niezwykle cenne informacje wywiadowcze. Pierwszy obywatel Izraela stracony za szpiegostwo.

## Życiorys

### Wczesne lata
Urodził się w żydowskiej dzielnicy Aleksandrii w Egipcie. Jego rodzice, pochodzący z Aleppo syryjscy Żydzi, od początku wpajali swemu żądnemu edukacji synowi tradycje ludu żydowskiego, syjonizmu, a szczególnie kulturę żydowskiej społeczności Syrii. Miał pięcioro rodzeństwa, zaś ojciec pracował w fabryce krawatów. Eli chodził do szkoły w gminie żydowskiej (kahale), a później uczył się – dzięki stypendium – w liceum francuskim. Przejawiał zdolności matematyczne i językowe, miał również znakomitą, fotograficzną pamięć. Chciał zostać rabinem, ostatecznie jednak studiował na Wydziale Elektrotechnicznym Uniwersytetu Kairskiego. W czasach akademickich, organizował i uczestniczył w demonstracjach przeciwko obecności Brytyjczyków w Egipcie, bowiem oprócz idei syjonizmu od dziecka był również patriotą kraju swego urodzenia. Pod wpływem naczelnego rabina Aleksandrii zaczął aktywnie uczestniczyć w ruchu syjonistycznym. W 1948 r. zgłosił się na ochotnika do armii egipskiej, chcąc uniknąć zapłacenia – ustalonego przez rząd – haraczu dla młodych Żydów, którzy mieliby unikać służby wojskowej. Nie został tam jednak przyjęty, bowiem podano w wątpliwość jego lojalność wobec Egiptu. W 1949 r. jego bliscy przenieśli się do nowo utworzonego państwa izraelskiego, Eli jednak pozostał w Egipcie, by wspierać organizację odpowiedzialną za nielegalny przerzut Żydów do nowej ojczyzny. Zaczął współpracować z izraelskim służbami, lecz nadmierna pewność siebie zablokowała wówczas jego karierę w wywiadzie. W 1954 r. został aresztowany przez egipskie władze pod zarzutem udziału w komórce terrorystycznej, ale brak niepodważalnych dowodów spowodował, że go uwolniono (podczas gdy inni oskarżeni w tej samej sprawie zostali skazani, bądź straceni).

### Działalność wywiadowcza

#### Początki
Latem 1955 r. w tajemnicy przybył z Egiptu przez Grecję do Izraela, gdzie pod okiem instruktorów Jednostki 131 (podlegającej Sztabowi Generalnemu Sił Obronnych Izraela) przeszedł szkolenie w zakresie m.in. technik wywiadowczych, obsługi radiotelegrafu, znajomości syryjskich elit polityczno-wojskowych, błyskawicznego zapamiętywania, obsługi broni, nadajników radiowych, minikamery, szyfrowania informacji, a nawet szybkiej jazdy samochodem. Do połowy 1956 r. cyklicznie powracał jednak do Egiptu. Po zakończeniu kryzysu sueskiego został deportowany wraz z tysiącami innych Żydów i 8 lutego 1957 na stałe osiadł w Izraelu. Pięć dni później został wezwany do jednostki zwiadowczej, gdzie poproszono go o napisanie swojej biografii. Szczegółowo na ośmiu stronach opisał swoje życie w Egipcie. Wspomniał, że doskonale opanował języki: arabski, francuski, angielski, włoski i hebrajski. Ponadto władał dialektami: egipskim, syryjskim i libańskim. Na końcu dokumentu podpisał się pod gotowością do wysłania do dowolnego kraju arabskiego w celu wykonania zadań. Przez pewien czas służył w siłach zbrojnych.

#### Przystanek w Argentynie
W maju 1960 r. Mosad zaproponował mu współpracę, bowiem potrzebował agentów w Syrii, a Cohen potrafił mówić po arabsku z syryjskim akcentem przejętym od rodziców. Prawdopodobnie jego oficerem prowadzącym był Icchak Szamir. Otrzymał zadanie penetracji rządzącej w Syrii partii Baas. Przyjął więc tożsamość zamożnego biznesmena branży tekstylnej – Kamela Amina Tabeta, Libańczyka pochodzenia syryjskiego, obywatela Argentyny od 1947 r., rozpoczynając budowanie tzw. legendy. Któryś z jego „krewnych” przybył do Argentyny, gdzie otworzył biznes tekstylny, a po jego „śmierci” Tabet „odziedziczył” firmę. Cała rodzina Cohenów była przekonana, że pracuje jako przedstawiciel izraelskiej centrali handlu zagranicznego, co miało tłumaczyć jego częste wyjazdy. 6 lutego 1961 przez Zurych i Chile przybył do Buenos Aires. W trzy miesiące opanował język hiszpański oraz topografię miasta, a dzięki charyzmie równie szybko zdobył przyjaciół w arabskiej społeczności tego miasta (w tym celu miał epatować bogactwem, prowadząc niezwykle bujne życie towarzyskie). Nawiązał kontakty z dyrektorem gazety Mundo Árabe, dzięki czemu mógł dostać się na przyjęcie do syryjskiej ambasady w Buenos Aires. To właśnie tam poznał attaché wojskowego Syrii w Argentynie – generała Amina al-Hafiza, późniejszego premiera oraz prezydenta swojego kraju, sympatyka partii Baas, który w krótkim czasie zaliczał się już do kręgu jego bliskich znajomych (choć sam al-Hafiz po latach zaprzeczał przyjaźni z Tabetem). Po kilku miesiącach pobytu w Buenos Aires Tabet oznajmił, że pragnie wyjechać do Syrii, kraju swojego ojca. By mu to ułatwić, al-Hafiz wystawił stosowne listy polecające.

#### Misja w Syrii

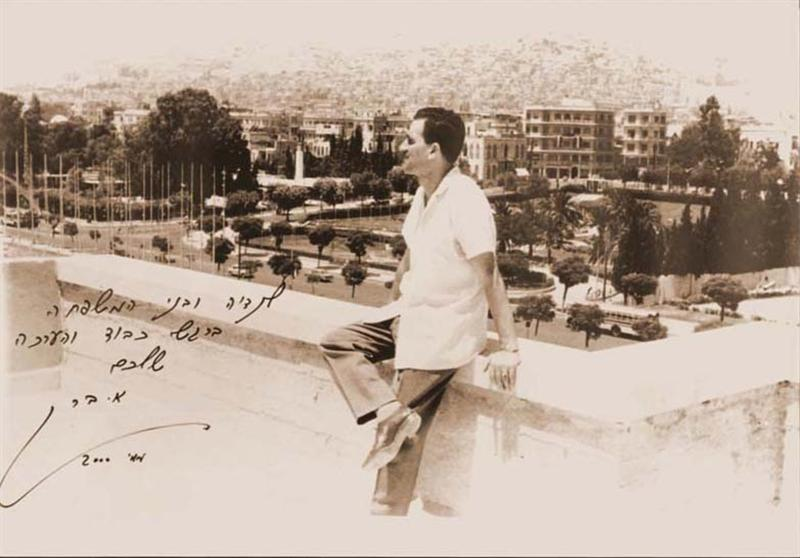
Kamel Amin Tabet w swojej rezydencji w Damaszku (1963)

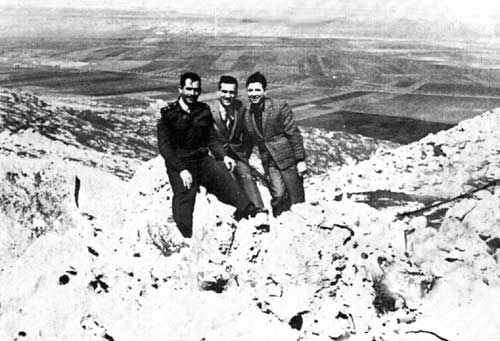
Kamel Amin Tabet (w środku) na Wzgórzach Golan

W rzeczywistości na trzy tygodnie wrócił do Izraela, własnej rodziny (m.in. na pogrzeb ojca) i kolejnych szpiegowskich szkoleń, by jesienią obrać ostateczny cel swojej misji – Damaszek. Dotarł tam w lutym 1962 r. przez Marsylię, Genuę, Aleksandrię statkiem do Bejrutu, ostatnią część trasy pokonując samochodem z nowym syryjskim „przyjacielem”, człowiekiem również zwerbowanym przez Izraelczyków. Wjazd do Syrii umożliwiły mu łapówki wręczone celnikom kontrolującym granicę. Zamieszkał w apartamencie naprzeciwko siedziby sztabu generalnego armii syryjskiej w Damaszku, w dzielnicy ambasad i konsulatów, dzięki czemu jego transmisje radiowe były długo niezauważone lub nie do namierzenia. Założył również przedsiębiorstwo zajmujące się eksportem dywanów i mebli, co pozwalało mu wysyłać ukryte w stołach i krzesłach wiadomości do placówek Mosadu w różnych krajach. Jako zamożny, rozmiłowany w wystawnym trybie życia człowiek interesu, nawiązał rozległe kontakty towarzyskie w środowisku syryjskich wojskowych, biznesmenów i funkcjonariuszy partii Baas, a ułatwiały to dokumenty wystawione przez generała al-Hafiza w Argentynie. W gronie jego nowych przyjaciół znalazł się m.in. Hafiz al-Asad, przyszły (od 1965 r.) wiceminister obrony, późniejszy prezydent Syrii. Swego mieszkania użyczał syryjskim dowódcom wojskowym oraz politykom, którzy mogli tam niezauważenie odbywać schadzki z kochankami lub orgie, co zapewniło mu ich zaufanie. Kamel Amin Tabet stał się osobistością niezwykle popularną w syryjskich kręgach rządowych, cieszył się ogromnym zaufaniem syryjskiej elity wysokich wojskowych i polityków, rozważano nawet jego kandydaturę na stanowisko wiceministra obrony narodowej. W 1963 r. w Syrii doszło do zamachu stanu, a wojskowi związani z partią Baas zaczęli się rozprawiać ze swoimi przeciwnikami politycznymi, naserystami. Krótko potem po władzę prezydencką sięgnął generał Hafiz. Ale przewrót nie zaszkodził Cohenowi, który miał znajomych nie tylko w świecie biznesu i polityki, ale również w armii. Cohen zdołał przekazać Mossadowi wiele niezwykle cennych informacji wojskowych, dotyczących m.in.: współpracy militarnej z Irakiem, porozumienia z ZSRR w sprawie dostaw broni, czołgów i samolotów, a także dokładnego rozmieszczenia syryjskich wojsk, artylerii i fortyfikacji na Wzgórzach Golan, które pozwoliły Izraelowi zwyciężyć w wojnie sześciodniowej (czerwiec 1967 r.). Zdołał także zdemaskować plany Syrii dotyczące zmiany kierunku biegu rzeki Jordan w celu pozbawienia Izraela jednego z głównych źródeł wody (tzw. „Bitwa o wodę”). Ponadto przekazywał fotografie, mapy wojskowe i inne dokumenty, które miały ogromne znaczenie strategiczne. W Damaszku udało mu się również odnaleźć Aloisa Brunnera – jednego z najbardziej poszukiwanych nazistów, pomocnika Adolfa Eichmanna. Nieświadomy niczego zbieg pewnego dnia otrzymał paczkę, w której miały znajdować się zamówione przez niego zioła. Przesyłka eksplodowała w rękach niemieckiego zbrodniarza. Brunner uszedł z życiem, ale stracił oko i kilka palców.
Podczas jednej z wizyt na Wzgórzach Golan wyraził współczucie dla syryjskich żołnierzy, czekających w okopach, w pełnym słońcu na rozkazy dowódców. Zaproponował, że sfinansuje zakup i posadzenie drzew, które dałyby im nieco cienia. Uzyskał na to zgodę, po czym zrealizował plan. Kilka lat później te drzewa zostały wykorzystane przez izraelską artylerię, jako punkty orientacyjne do ostrzału umocnień wroga.
Przez niespełna trzy lata udało mu się przeniknąć jednocześnie do kilku ministerstw i innych agencji rządowych, między innymi: Ministerstwa Obrony, Ministerstwa Gospodarki, Ministerstwa Informacji, Ministerstwa Spraw Komunalnych, Banku Centralnego. Krążące plotki głosiły, że agent izraelskiego wywiadu miał szansę zostać zastępcą ministra obrony Syrii, a nawet jednym z prawdopodobnych kandydatów na stanowisko prezydenta kraju.

### Zdemaskowanie
Nigdy nie ustalono jednej, spójnej teorii odnośnie do zdemaskowania Cohena. Kwestia jego niepowodzenia oraz zdemaskowania była wielokrotnie, dogłębnie analizowana zarówno w Mosadzie, jak i ogólnie w izraelskiej społeczności wywiadowczej. Według szefa izraelskiej służby specjalnej – Nativa Jakowa Kedmiego - z dochodzenia wynikało, że działania Eli Cohena, „które nie były wtedy zbyt profesjonalne”, ostatecznie doprowadziły do niepowodzenia. Publicyści oraz historycy najczęściej powtarzają trzy wersje wydarzeń:
1. Ambasada Indii narzekała na zakłócenia łączności radiowej z Nowym Delhi. W związku z tymi skargami na przełomie 1964 i 1965 r. rozpoczęto dochodzenie. W styczniu 1965 r. agenci Wydziału II (radiowywiadu) syryjskiego kontrwywiadu i funkcjonariusze Muchabaratu (syryjskiej tajnej policji) namierzyli transmisję radiową, nadawaną przez Kamela Amina Tabeta w trakcie ciszy radiowej w dzielnicy dyplomatów, zarządzonej przez władze syryjskie w celu przetestowania elektronicznych urządzeń namiarowych radzieckiej produkcji, o czym Cohen nie został poinformowany.
2. Egipski wywiad twierdził, że Kamel Amin Tabet był widziany na wspólnych zdjęciach syryjskich i egipskich sztabów generalnych z Wzgórz Golan. Syryjczyk został rozpoznany jako Eli Cohen.
3. Ahmad Suwajdani (były szef syryjskiego wywiadu) twierdził, że tamtejsze służby wywiadowcze miały podejrzenia co do dwóch Arabów (Farhana al-Atassiego i jego krewnego, generała syryjskiej armii Mu’ina al-Hakimiego), którzy ich zdaniem pracowali dla amerykańskiego wywiadu oraz planowali potajemnie wywieźć na Cypr rakiety zakupione przez Syrię od ZSRR. Po siedmiu miesiącach obserwacji służby specjalne ustaliły, że obaj podejrzani byli częstymi gośćmi w mieszkaniu Kamela Amina Tabeta. Ich aresztowanie doprowadziło do tego, że pod koniec 1964 r. rozpoczęło się już śledzenie samego Cohena po jego kolejnej podróży za granicę (była to jego ostatnia podróż do Izraela, podczas której mógł zobaczyć się z rodziną). Zgodnie z tą wersją do jego mieszkania włamano się wczesnym rankiem 18 stycznia 1965 i przyłapano go na słuchaniu radia, a nie na przekazywaniu danych, jak przekonują niektóre źródła. Podczas przeszukiwań znaleziono u niego nadajnik radiowy oraz inne podejrzane rzeczy. Brat Eliego Cohena – Albert Abraham Cohen twierdzi, że w aktach sądowych wspomniano, że Eli i jego towarzysz powiedzieli jednemu oficerowi syryjskiej marynarki, że Amerykanie byli gotowi zapłacić 50 tysięcy dolarów za informacje o flocie. Oskarżenie to posłużyło za dowód na to, że Eli rzekomo szpiegował dla Stanów Zjednoczonych.

Strona syryjska twierdzi, że Cohen został schwytany 18 stycznia 1965, a informacja o jego pojmaniu została opublikowana już 22 stycznia 1965, to znaczy po zaledwie czterech dniach. Tak krótki okres pomiędzy tymi zdarzeniami jest niespotykaną praktyką wśród służb.

### Aresztowanie i śmierć

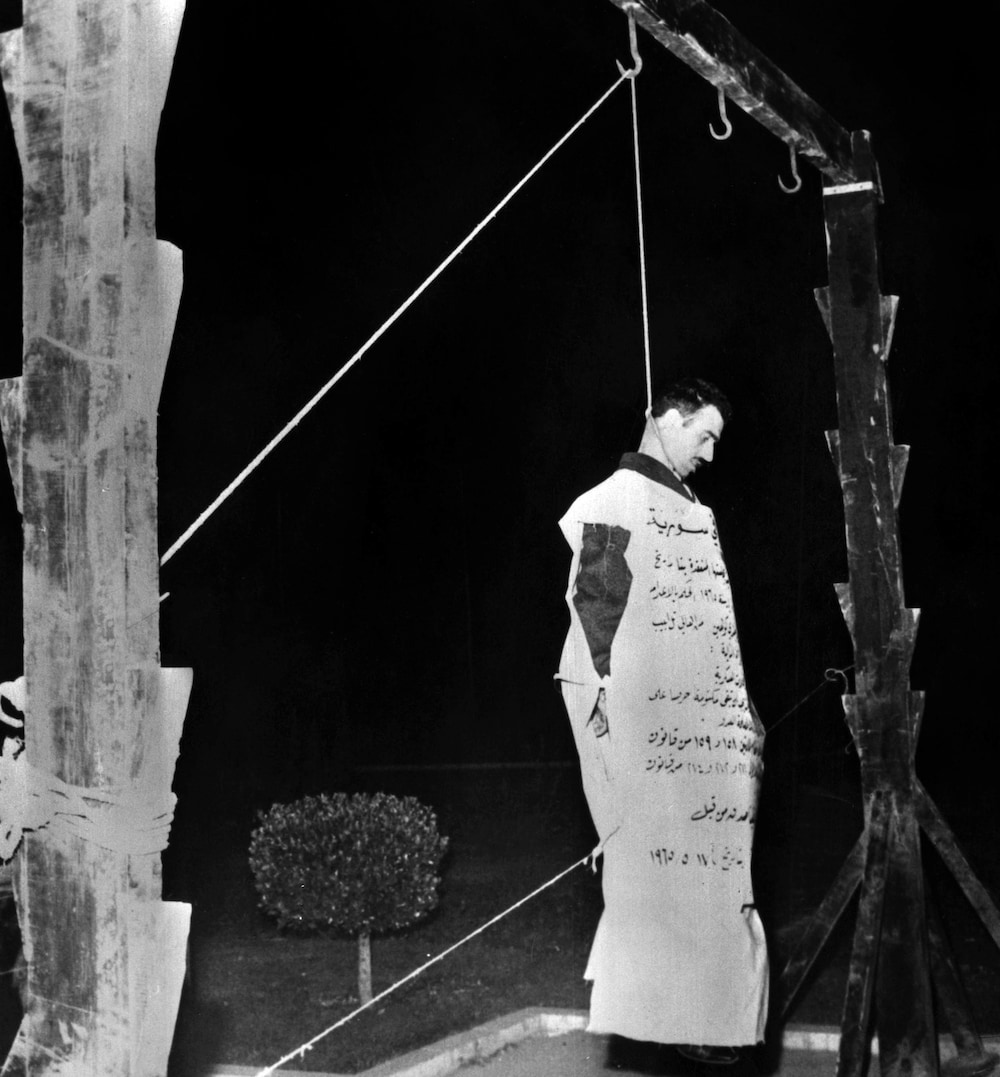
Publiczna egzekucja Kamela Amina Tabeta na placu Marjeh (Męczenników) w Damaszku

Aresztowano go 18 stycznia 1965 i po torturach postawiono przed trybunałem wojskowym, pod zarzutem szpiegostwa. Mosad, który przejął prowadzenie Cohena od Amanu dwa lata wcześniej, próbował bezskutecznie wpłynąć na Syryjczyków, by wymienili szpiega na własnych agentów. 31 marca 1965 specjalny sąd wojskowy w Damaszku skazał go na karę śmierci, a wyrok podano do wiadomości publicznej 8 maja 1965. Rząd Izraela próbował za pośrednictwem Francji wykupić Cohena za milion dolarów i uwolnienie 11 pojmanych szpiegów, co spotkało się z przewidywaną odmową. O uwolnienie Cohena apelował nawet papież Paweł VI. Skazany wyraził życzenie napisania listu do rodziny i spotkania z rabinem, na co wyrażono zgodę. W krótkim liście prosił swoją żonę o wybaczenie, modlitwę, zapewnienie dobrego wykształcenia ich dzieciom oraz ponowne zamążpójście, by dzieci miały ojca. Do celi sprowadzono Nissima Andabo – naczelnego rabina Damaszku. Towarzyszył on skazanemu przez całą drogę na szafot. W nocy z 18 na 19 maja 1965 Cohen został powieszony publicznie na placu Marjeh (Męczenników) w centrum Damaszku, przy aplauzie dziesięciotysięcznego tłumu. Do ciała przyczepiono dużą płachtę z wypisanym wyrokiem. Jego egzekucję relacjonowała na żywo telewizja syryjska. Prawdopodobnie stracono także ok. 17 oficerów armii syryjskiej, którzy utrzymywali z Cohenem najbliższe kontakty.
Do tej pory strona syryjska nie wydała ciała Cohena jego krewnym. Według Alberta Abrahama Cohena, syryjski reżim nie chciał wydać ciała, z uwagi na widoczne ślady tortur. Według Jakowa Kedmiego syryjska strona odmawia wydania ciała agenta, ponieważ sama nie zna jego dokładnej lokalizacji.

## Życie prywatne
W 1959 r. ożenił się z pielęgniarką Nadią Majald, Irakijką żydowskiego pochodzenia, z którą miał troje dzieci (Sophię, Irit i Szai). Mieszkał z rodziną w Bat Jam na południe od Tel Awiwu, pracując jako księgowy. Po raz ostatni widział się z nimi w listopadzie 1964 r. podczas krótkiej wizyty w ojczyźnie. „Proszę moją żonę, żeby mi wybaczyła” – napisał przed swą egzekucją w liście do rodziny. Po śmierci Cohena jego żona próbowała popełnić samobójstwo, lecz odratowano ją. Przez kolejne lata bez sukcesu starała się o odzyskanie szczątków męża. Nigdy nie wyszła ponownie za mąż. Wraz z dwoma braćmi Cohena, Albertem Abrahamem i Maurice’em (1927–2006), prowadziła kampanię mającą na celu zwrócenie jego szczątków.

## Upamiętnienie
- Cohen stał się bohaterem narodowym w Izraelu, a jego imieniem nazwano wiele tamtejszych ulic i dzielnic.
- Jego imię nosi izraelska osada Eliad (inna pisownia Eli-Ad) na Wzgórzach Golan, utworzona w 1968 r.[6]
- Pomnik Cohena wzniesiono w Ogrodzie Zaginionych Żołnierzy na Wzgórzu Herzla w zachodniej części Jerozolimy.
- W 2019 r. na podstawie biografii Cohena powstał miniserial Netfliksa The Spy, w którym w roli głównej wystąpił Sacha Baron Cohen[7][8].